# Serrat del Colomer (la Vall de Boí)
El Serrat del Colomer és un serrat situat en el terme municipal de la Vall de Boí, a la comarca de l'Alta Ribagorça, i dins de la zona perifèrica del Parc Nacional d'Aigüestortes i Estany de Sant Maurici.
L'extrem septentrional del Serrat del Colomer està situat al sud de l'extrem occidental de lo Campo, d'on davalla cap al sud-oest, tancant la Vall de Sant Nicolau per la banda nord. Localitzat entremig del Serrat de l'Hortó a llevant i del Serrat de Puicastro al nord, la seva elevació màxima és d'uns de 2,000 metres.